# Pjevački zbor
Pjevački zbor, skupina je od najmanje šesnaestero ljudi koji zajedno pjevaju, pod vodstvom zborovoditelja, uz pratnju glazbala ili a cappella, i time je veća glazbena skupina od glazbenoga sastava. Uvježbavanjem repertoara (programa), održavaju koncerte, nastupaju na glazbenim festivalima, smotrama ili javnim događanjima, ili sudjeluju u bogoslužju kao crkveni zbor. Zborovi mogu biti profesionalni (pjevači su plaćeni za svoje pjevanje) ili amaterski. Za primanje u članstvo zborovi nerijetko priređuju audicije kako bi se uvjerili odgovaraju li vještine kandidata potrebama zbora. Zborovi mogu djelovati i kao udruge.
Postoji više vrsta pjevačkih zborova:
- mješoviti zbor, sastoji se od ženskih i muških glasova,
- muški zbor čine isključivo muškarci, ili dječaci i muškarci,
- ženski zbor, sastoji se isključivo od pjevačica,
- dječji zbor čine i djevojčice i dječaci,
- također postoje djevojački i dječački zborovi,
- nije uobičajeno da djeca i odrasli zajedno pjevaju istu dionicu jer odrasli imaju snažnije glasove, no neki mješoviti zborovi mogu u svoj sastav primiti i djecu, ako zbor predstavlja društvenu skupinu - kao što je zbor u maloj crkvi,
- komorni zbor.

Zborovi pjevaju podijeljeni u nekoliko glasova ili dionica, a najčešće četiri. To znači da dva ili više pjevača pjevaju iste note tj. istu melodiju. Dionice se zovu sopran, alt, tenor i bas, skraćeno SATB. Postoje i bariton, mezzosopran, ali i rjeđe podvrste (tenorina, kontratenor, bas-bariton, kontraalt). Ako je glazbeno djelo podijeljeno u više od četiri dionice, to se može prikazati na jednaki način, npr. SSAATTBB (osmeroglasna glazbe: dvije sopranske dionice, dvije altovske itd.) ili SSATB (peteroglasno glazbeno djelo gdje su soprani podijeljeni na dvije skupine). Dječji zbor može biti jednoglasni ako su djeca mala (sva pjevaju istu dionicu), no starija će djeca pjevati glazbena djela skladana za dva (SS, SA), tri (SSA, SAT) glasa ili više.
Zborskomu se pjevanju pripisuju psihološke, terapijske, odgojne, kulturne i duhovne dobrobiti.
Riječ chorus koristi se za zbor u operi, oratoriju ili sličnom velikom djelu gdje također postoje solisti. 
Riječ koral može se odnositi na gregorijanski koral, posebnu jednoglasnu vrstu duhovne glazbe koja se bilježi neumama.

## Kor

### Crkveni kor
Kor je uzdignuti dio unutarnjosti crkve ili katedrale na kojemu se smješta crkveni zbor. Uobičajeno je da se kor nalazi u stražnjem dijelu crkve, gdje se također nalazi i orguljaški sviraonik. 
Kod protestanata se kor nalazi ispred oltara, a pjevači su podijeljeni u dvije međusobno sučeljene skupine.

## Vanjske poveznice
|  | Zajednički poslužitelj ima još gradiva o temi zborovi |